# Улица Чапаева (Новосибирск)
Улица Чапа́ева — улица в Первомайском районе Новосибирска. Начинается от Первомайской улицы, далее (в северо-восточном направлении) пересекает улицы Героев Революции и Красный Факел. Заканчивается, примыкая к улице Марата.

## История

### Возведение зданий
В 1930 году на улице Чапаева был построен дом № 3а.
В 1931 году построены здания №№ 1, 8, 14 и 19.
В 1936 году — дома №№ 1а и 17б.
В 1939 году сооружён дом № 4.

## Транспорт
Ближайшая к улице остановка наземного транспорта — «Чапаева», расположенная на Первомайской улице.